# 岔河乡 (峨山县)
岔河乡，是中华人民共和国云南省玉溪市峨山彝族自治县下辖的一个乡镇级行政单位。

## 行政区划
岔河乡下辖以下地区：
青河村、棚租坝村、河外村、文山村、安居村、云美村和谢札村。